# Santo Expedito do Sul
Santo Expedito do Sul is een gemeente in de Braziliaanse deelstaat Rio Grande do Sul. De gemeente telt 2.684 inwoners (schatting 2009).

## Aangrenzende gemeenten
De gemeente grenst aan Cacique Doble, Lagoa Vermelha, Sananduva, São José do Ouro en Tupanci do Sul.